# Kopállakk
A kopállakkot úgy készítik, hogy a kopált túlhevített gőzzel megolvasztják. Ekkor jön létre desztillátumként a kopálolaj, majd ezt összekeverik forró lenolajjal.
A kopállakkot a bádognyomtatás során használták. Ha bekenték vele a bádoglemez hátsó oldalát, elkerülhető volt annak rozsdásodása. Szintén ennél a nyomtatási módnál a lakk szolgált arra, hogy képek színrészleteit a litográfiai kőről az átnyomópapírra átvigyék.